# اکتون پارک، تازمانیا
اکتون پارک (به انگلیسی: Acton Park) یک منطقهٔ مسکونی در استرالیا است که در تازمانی واقع شده‌است.